# Ponte Qingdao Haiwan

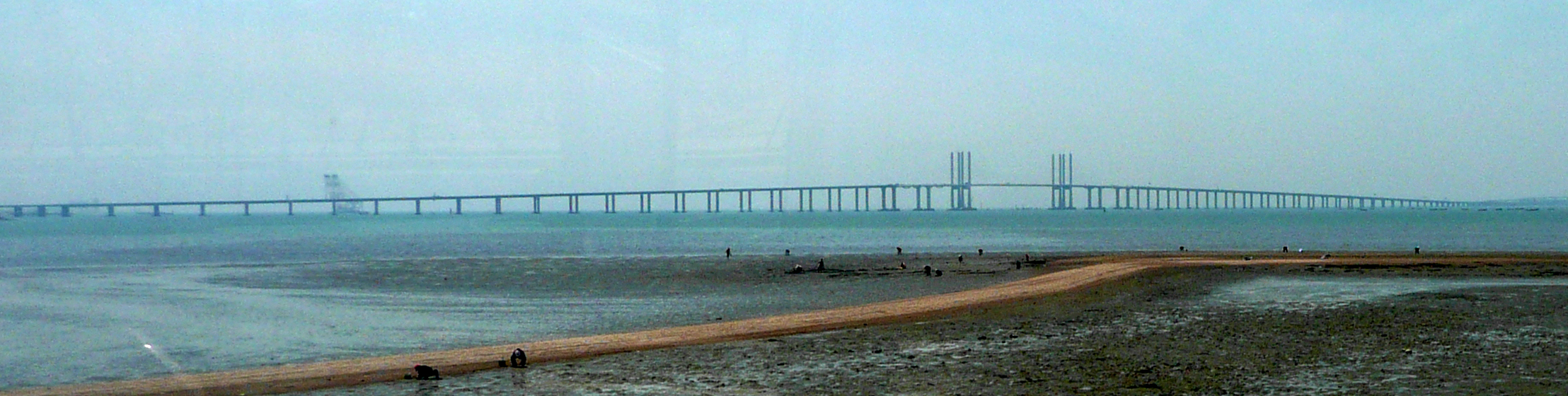
A ponte em junho de 2011

A Ponte Qingdao Haiwan é a segunda mais longa ponte sobre água salgada existente na Terra. Localizada na cidade de Qingdao, na província de Xantum, na República Popular da China, foi construída em apenas quatro anos, com a construção iniciada em 2007 e a inauguração ocorrendo em 30 de junho de 2011.
A ponte tem 42 500 metros de extensão, superando a antiga recordista, a Ponte do Lago Pontchartrain, nos Estados Unidos, em, aproximadamente, cinco quilômetros. Custou 10 bilhões de iuãs.. A ponte pode aguentar grandes terremotos e até uma batida de navio de até 300 000 toneladas. Tem mais de 5 200 colunas de sustentação